# Webster City
Webster City és una població dels Estats Units a l'estat d'Iowa. Segons el cens del 2000 tenia 8.176 habitants.

## Demografia
Segons el cens del 2000, Webster City tenia 8.176 habitants, 3.502 habitatges, i 2.227 famílies. La densitat de població era de 368,8 habitants/km².
Dels 3.502 habitatges en un 28,4% hi vivien nens de menys de 18 anys, en un 50,5% hi vivien parelles casades, en un 9,5% dones solteres, i en un 36,4% no eren unitats familiars. En el 32% dels habitatges hi vivien persones soles el 15,3% de les quals corresponia a persones de 65 anys o més que vivien soles. El nombre mitjà de persones vivint en cada habitatge era de 2,3 i el nombre mitjà de persones que vivien en cada família era de 2,89.
Per edats la població es repartia de la següent manera: un 24,1% tenia menys de 18 anys, un 8,1% entre 18 i 24, un 26,7% entre 25 i 44, un 21,4% de 45 a 60 i un 19,7% 65 anys o més.
L'edat mediana era de 39 anys. Per cada 100 dones de 18 o més anys hi havia 90,8 homes.
La renda mediana per habitatge era de 36.582 $ i la renda mediana per família de 44.342 $. Els homes tenien una renda mediana de 30.404 $ mentre que les dones 23.163 $. La renda per capita de la població era de 19.057 $. Entorn del 5,2% de les famílies i el 7,3% de la població estaven per davall del llindar de pobresa.

## Poblacions més properes
El següent diagrama mostra les poblacions més properes.